# Шилин-Гол (река)
Шили́н-Гол, Си́лин-Гол (Силинь-Гол; кит. 锡林郭勒河) — река в автономном районе Внутренняя Монголия на северо-востоке Китая. Длина реки — 143 км. Площадь водосборного бассейна — 3942 км².

## География
Исток реки находится в хошуне Хэшигтэн-Ци городского округа Чифэн. Оттуда река течёт на запад по территории аймака Шилин-Гол, названного в её честь. В Шилин-Хото река поворачивает на север, и в хошуне Дун-Уджимчин-Ци впадает в озеро Баян-Нур.